# Аткинс, Хуан
Хуан Аткинс (англ. Juan Atkins; 9 декабря 1962, Детройт, Мичиган, США) — американский музыкант, работающий в жанре Детройт-техно и электро. Является одним из первопроходцев в техно-музыке, негласно зовущийся в техно-сообществе «Инициатором» («The Originator»). Участник многочисленных проектов, в числе которых: Cybotron, Model 500, Infiniti и 3MB. Владелец собственного лейбла Metroplex.

## Дискография
- в составе Cybotron, совместно с Ричардом Дэвисом (1981—1983)
  - «Alleys of Your Mind» (1981), сингл
  - «Cosmic Cars» (1982), сингл
  - «Clear» (1982), сингл
  - Enter (1983)
  - «Techno City» (1984), сингл
  - Clear (1990),

- как Model 500 (1985-по наст. время)
  - «No UFO’s» (1985), сингл
  - «Night Drive»" (1985), сингл (включает «Time Space Transmat»)
  - Sonic Sunset (1994)
  - Classics (1995) Ремиксы
  - Deep Space (1995)
  - Body and Soul (1999)

- как Infiniti (1991—1998)
  - «The Infinit Collection» 1996
  - Skynet 1998

- как Model 600 (2002)
  - Update 2002, сингл

- как Juan Atkins
  - The Berlin Sessions 2005

## Фильмография

### Художественные фильмы
- Душа высоких технологий (1903)[2]

### Короткометражные фильмы
- От чёрного к техно (1905)[3]